# Teresa del Riego
Pour les articles homonymes, voir Riego.
Teresa Clotilde del Riego, plus tard Teresa Leadbitter (7 avril 1876 - 23 janvier 1968), est une violoniste, pianiste, chanteuse et compositrice anglaise d'ascendance espagnole.

## Biographie
Teresa Clotilde del Riego nait à Londres en 1876. Elle étudie la musique au couvent du Sacré-Cœur et au West Central College of Music de Londres avec Sir Paolo Tosti et Marie Withrow. Del Riego est fortement impliquée dans les concerts de charité de la Première Guerre mondiale ; son mari, F. Graham Leadbitter, est mort pendant la guerre.
Sa résidence principale à la fin de sa vie se trouvait à « Sycamore, » Mundesley Road, Overstrand, dans le Norfolk. Teresa del Riego est décédée à Londres à l'âge de 91 ans,. Elle est enterrée dans le cimetière d'Overstrand ; à proximité se trouvent les tombes de sa sœur Agnes, la première femme chef scout et fondatrice du Women's Territorial Signaling Corps, et de son frère John Anthony del Riego (nom de scène Philip Desborough).

## Œuvres
Del Riego a composé de la musique de chambre, d'orchestre et pour piano, mais elle est surtout connue pour ses ballades et ses œuvres sacrées qui sont restées populaires tout au long du 20e siècle.
- Homing (1917)
- O Dry Those Tears (1901)
- Slave Song (1899)
- Lead Gently Light (1909)

Les œuvres de Del Riego ont été enregistrées et publiés sous les labels Hyperion, EMI, Romophone, Pearl et RCA  notamment : 
- A Star Was His Candle, Lawrence Tibbett, Baryton (1er janvier 1997) Delos
- The Golden Age of Brass, Vol.2,  Mark Lawrence, American Serenade Band (8 février 1995) Summit, ASIN: B0000038IT
- Dame Eva Turner - The Collected Recordings par l'Orchestre du Théâtre de La Scala (25 avril 2000) Pearl, ASIN: B00004C8TK